# 紅衣の公子コルム
『紅衣の公子コルム』（こういのこうしコルム）は、マイケル・ムアコックのファンタジー小説『エターナル・チャンピオンシリーズ』に登場する架空の人物で、『紅衣の公子コルム』シリーズの主人公。作中での本名はコルム・ジャエレン・イルゼイ（Corum Jhaelen Irsei）。

## 概要
コルムはムアコックのエターナル・チャンピオンの一人であり、メルニボネのエルリックやホークムーンなどの他のムアコックのキャラクターとも結びついている。このシリーズは、特に後半の三部作は古代ケルト神話の雰囲気を色濃く漂わせている。コルムは、ヴァドハーという古い種族の最後の生き残りである。ヴァドハーは、新しい種族であるマブデン（人類）に滅ぼされた。コルムはヴァドハーの公子であり、コルム・ジャエレン・イルゼイは「紅衣の公子コルム」を意味する。

## コルムを主人公としたシリーズ
1. 剣の騎士（The Knight of the Swords、1971年）
2. 剣の女王（The Queen of the Swords、1971年）
3. 剣の王（The King of the Swords、1971年）
4. 雄牛と槍（The Bull and the Spear、1973年）
5. 雄羊と樫（The Oak and the Ram、1973年）
6. 雄馬と剣（The Sword and the Stallion、1974年）

イギリスでは、前半の3冊は Corum、後半の3冊は The Prince with the Silver Hand というタイトルで出版された。アメリカでのシリーズ名はそれぞれ The Swords Trilogy と The Chronicles of Corum である。日本では、上記の6冊が〈紅衣の公子コルム〉と題されたシリーズとして早川書房から出版された。日本では永らく絶版状態が続き入手が困難であったが、2007年にハヤカワSF文庫から〈永遠の戦士コルム〉と題され、前半3本後半3本がそれぞれ1冊にまとめられた2巻組の新装版が刊行された。
またナンシー・Ａ・コリンズによる外伝の短篇が、アトリエサード「ナイトランド・クォータリー」誌32号に発表されている。
- 銀の腕の徴（Sign of the Silver Hand、1996年）徳岡正肇訳

## 世界観
コルムの所属する世界は「一五次元界」のうちの一つであり、五つの次元ずつ三界に分かれて神々が支配している。神々はそれぞれが支配する領域から他の領域に移動することはできないが、配下の生き物を使役して干渉することはできる。また神々の支配下にない生物もある種の機械や特殊な能力を使って次元を移動することができる。
コルムの種族は「ヴァドハー」と自らを呼び、長い寿命を持ち思索や芸術活動にその大半を費やしていた。ヴァドハーは家族単位で城を構え、種族同士の交流はほとんど途絶えている。ヴァドハーは「ナドラー」という種族と敵対していたがナドラーも高尚な文化を持ち、両種は敵対しながらも長い間交戦しておらず、そのために両者は戦う術を忘れていた。当時は両種族が「マブデン」と呼ぶ「人類」が新たに興り短命ながらも爆発的に増殖し、一部の好戦的なマブデンはまったくの異種族であるヴァドハーとナドラーを恐れ、かれらを絶滅させようと軍を進めていた。

## 主な登場人物

### 第一部
コルム
本編の主人公。永遠の戦士の顕現の一つ。紅色のローブを纏う。
ラリーナ
モイデル太守妃。ヴァドハー文化を受容したマブデンの貴族で、第一部終盤時点で23歳。コルムと恋に落ちる。
ジャリー
英雄の介添人。その顕現の一つで数々の顕現の記憶を持つ。
シュール
妖術師。全ての神の頂点に立つという野望を持ち、そのためにコルムを利用する。
グランディス
リル大王に仕える指揮官。野蛮ではあるが有能でナドラーとヴァドハーを滅ぼした。コルムを捕らえ、拷問によりその目と手を奪った。
ゲイナー
「呪われし公子」。かつては永遠の戦士の顕現であったが堕落し、永遠に救われざる者になった。
アリオッチ（アリオッホ）
「剣の騎士」コルムの住む次元を含め五界を支配している。エルリックの世界では彼の守護神であり、強力な混沌の神。
キシオムバーグ
「剣の女王」アリオッチの姉。
マベロード
「剣の王」アリオッチとキシオムバーグの兄であり最も強力な混沌の神。
アーキン
法の神。かつてコルムの次元を支配していたが混沌に追放された。
クウィル
失われた神。リンとの兄弟同士の争いで片手を切断された。
リン
失われた神。クウィルとの戦いで片目をえぐられた。

### 第二部
コルム
マブデンの末裔の呼びかけに答え、はるか未来の次元へ旅立つ。左の義手から「銀の腕のコルム」と呼ばれる。
メディブ
マナク王の娘。コルムの恋人
アマージン
マブデン族の指導者（大ドルイド）。フォイ・ミョーアの魔法に囚われ虜とされていた。
ジャリー
「英雄の介添人」。次元を超えてコルムの旅に加わる。
ゲイナー
「呪われし公子」。法と混沌の戦いの中で忘却界に落とされたが再びコルムの前に立ちはだかる。
ゴファノン
地精の鍛冶師。地精の中では背が低いため「小人のゴファノン」と呼ばれるがそれでも通常のマブデンから見れば巨人。
イルブレック
地精の若者。マブデン軍の強力な味方。名剣「報復者」の使い手。
カラティン
マブデンの魔術師。自らの野望にのみ忠実で度々コルムらを窮地に陥れる。
ケレノス
フォイ・ミョーアの首領。魔犬軍団を操る。
ゴイム
フォイ・ミョーアの女性
バロール
フォイ・ミョーアの一人。魔眼をもち睨むだけで敵を殺すことができる。

## あらすじ
剣の騎士
マブデンに家族を虐殺され自らも虜となってしまうコルム。拷問により隻眼隻腕となったコルムは命からがらマブデン軍を脱出し、モイデル太守妃ラリーナに命を救われるがそこにもマブデンの軍が迫る。ラリーナが魔術によって呼び出した亡霊船に救われ、召喚の取引としてコルムとラリーナは魔術師シュールの住む島に連れて行かれる。シュールはコルムの失われた手と眼に神の遺物「リンの眼」と「クウィルの手」を移植し、混沌の神「アリオッチ」の心臓を奪取する任務を与える。それが混沌の力を弱め法の神の力を回復する手段と考えたコルムは、混沌の神が支配する世界に旅立つ。
剣の女王
アリオッチの支援を失ったマブデン軍は彼に代わりその姉「キシオムバーグ」に支援を求めた。キシオムバーグの臣下「呪われし公子ゲイナー」は混沌の怪物を率い法の神の支配下にある勢力を滅ぼそうと動き出した。コルムらはアーキンの指示に従い、キシオムバーグの領域へ支援者を求めに旅立った。一方弟神を殺されたキシオムバーグはコルムへの復讐に燃えていた。
剣の王
アリオッチとキシオムバーグが倒され十の次元が法の支配下に置かれた。しかし剣の王マベロードが支配の回復に乗り出し法の主神アーキンも窮地に立たされる。コルムはアーキンの助言により援軍を求めタネローン探索のたびに出る。
雄牛と槍
法の神も混沌の神も滅び70年が過ぎた。コルムの愛妻ラリーナはその寿命を使い果たしコルムは悲嘆する。やがてコルムは夢の中で自らに呼びかける人々の存在を感知し、呼びかけに答える。コルムが呼び出された次元は「フォイ・ミョーア」という種族に滅ぼされかけていた。フォイ・ミョーアを倒すことができる雄牛とその雄牛を操れる槍を探すためコルムは新たな冒険に乗り出す。
雄羊と樫
フォイ・ミョーアと戦うためにマブデンを纏め上げる必要がある。それのための指導者はフォイ・ミョーアに囚われ死に瀕している。マブデンの指導者アマージン救出のためコルムは再び探索行を開始する。
雄馬と剣
フォイ・ミョーアとの最終決戦を前に、コルムは新たな援軍を得るためにマブデンの軍団から離脱する。勇者コルムと地精の巨人イルブレックを欠き、マブデン軍は士気を落としたままフォイ・ミョーアとの決戦を迎える。

## アイテム
リンの眼
失われた神リンの眼。コルムの右眼に移植された。冥界を見通し援軍を探すことができる。
クウィルの手
失われた神クウィルの手。コルムの左手に移植された。6本の指を持ち宝石をちりばめたような肌をしている。リンの眼が見た援軍をコルムのいる次元に呼び寄せることができる。この援軍は敵を倒した後冥界から解放され、かわりに殺された生物が冥界に送られ次の援軍として控えることになる。またコルムの危機を察知し、コルムの意思とは無関係にそれを排除する。
ブリオナクの槍
地精の次元で鍛えられた槍。刃毀れすることもなく、投擲すれば敵に命中し再び使用者の手に戻る。これ自体強力な武器だがクリナナスの雄牛を操ることができる。
報復者
イルブレックの巨大な愛剣。地面に円を描くことで一種の結界を張ることができる。
反逆者
地精ゴファノンとマブデンヒサクの合作に成る剣。地精の金属と鋼鉄の合金によって作られた。製作者の血を最初に流したことから「反逆者」の名がつけられた。フォイ・ミョーアとの最終決戦時にコルムによってその切れ味が遺憾なく発揮された。

## 共演
「紅衣の公子コルム」は永遠の戦士の一人であり他の戦士が登場したり、逆にコルムが他のシリーズに出演したりもしている。
「剣の王」におけるヴォアロディオン・ガニャディアックの塔を巡る戦いではエルリックとエレコーゼが、ホークムーン・シリーズの「タネローンを求めて」(またはエルリックシリーズの「この世の彼方の海」)では逆にコルムがアガックとガガックの魔術師兄妹との戦いに参加している。「タネローンを求めて」のラストでコルムの最後が語られているが、こちらはコルムの本編の最後から後日談が付け加えられた形になっている。
英雄の介添人であるジャリーは、ある程度次元を自由に行き来でき、その発言の内容からホークムーンに同行したことが窺える。
呪われし公子ゲイナーはコルムの宿敵であるが、同時にエルリックの宿敵でもありエルリック・サーガ新三部作にも登場している。

## その他
2001年、Darcsyde Productions は、コルムの設定やキャラクターを、ケイオシアムのテーブルトークRPG『ストームブリンガー』で使用できるようにしたサプリメントを発売した。